# A-ha
a-ha ist eine norwegische Popgruppe, die seit ihrer Gründung im Jahr 1982 elf Studioalben veröffentlicht und mehr als 100 Millionen Tonträger verkauft hat. Die Band besteht aus Morten Harket (Gesang), Pål Waaktaar-Savoy (Gitarre) und Magne Furuholmen (Keyboard).
Zu ihren größten Hits zählen Take On Me, The Sun Always Shines on T.V., The Living Daylights, Stay on These Roads, Crying in the Rain, Summer Moved On und Foot of the Mountain.

## Bandgeschichte

### 1982–1991: Gründung und erste Erfolge
Die Band wurde im Herbst 1982 von Pål Waaktaar-Savoy (Gitarrist und Songwriter), Magne Furuholmen (Keyboarder, Gitarrist, Songwriter; in den ersten Jahren führte er den Namen Mags) und Morten Harket (Sänger) gegründet. Nachdem die Vorgängerband von Waaktaar und Furuholmen, Bridges, auseinandergebrochen war, benannten sie sich in The Poem um. Schließlich holten sie Harket an Bord und gründeten mit ihm eine neue Band.
Der Name „a-ha“ bezieht sich auf einen frühen Liedentwurf der Band. Morten Harket fand den Titel in einem Notizbuch Waaktaars und schlug ihn als Bandnamen vor. Nachdem die Bandmitglieder einige Wörterbücher überprüft hatten, fanden sie heraus, dass „a-ha“ ein internationaler Ausdruck ist, der Erkenntnis mit positiver Wertung ausdrückt. Die Band fand den Namen kurz, einfach auszusprechen und ungewöhnlich und wählte ihn daher für sich.
Nachdem sie zusammen neue Demos aufgenommen hatten, gingen sie im Januar 1983 nach London. 1983 erhielten sie einen Plattenvertrag bei der Plattenfirma WEA, ab 2005 waren a-ha bei Universal Records Germany. In einer Pressemitteilung der Plattenfirma WEA von April 1985 wird die Musik von a-ha folgendermaßen beschrieben: „hochmelodischer, rhythmisch/tanzbarer Synthiepop, entscheidend geprägt von Morten Harkets klarer, kräftiger Stimme“.
Ihren Durchbruch schaffte a-ha im Sommer 1985 mit dem Hit Take On Me. Bis zum Erfolg waren mehrere Versuche nötig, denn die erste Version von Frühjahr 1984 wurde weltweit nur etwa 300 Mal verkauft. Unter Fans gelten diese Single und die Maxi-Single als begehrte Raritäten. Erst im dritten Anlauf begann der weltweite Erfolg der drei Norweger, was nicht zuletzt darauf zurückzuführen war, dass nun das besondere Musikvideo mit Morten Harket und seiner späteren Freundin Bunty Bailey in einer Mischung aus comicartigem Animationsstil und Realbildern erschien und vom Musiksender MTV in die Rotation aufgenommen wurde. So verhalf der Clip der Band zu Platz eins in den amerikanischen Billboard-Charts. Im Oktober 2003 wurde das Video von den Zuschauern des Musiksenders MTV unter die besten zehn Musikvideos aller Zeiten gewählt.
Die Nachfolgesingle The Sun Always Shines on T.V. eroberte Platz eins in den britischen Charts. Von Kritikern wurde das erste im Mai 1985 veröffentlichte Album Hunting High and Low jedoch als „Bubblegum-Pop“ verrissen. Das Lied Hunting High and Low wurde wie viele andere Lieder anderer Künstler auch von der BBC während des Zweiten Golfkriegs 1990 nicht gespielt, weil es als unangemessen („unsuitable“) galt.
Mit ihrem zweiten Album Scoundrel Days, das im Herbst 1986 erschien, konnte die Band in vielen Ländern an dessen Erfolg anknüpfen. Mit Manhattan Skyline konnten a-ha zum ersten Mal selbst über eine Singleauskopplung entscheiden. Das Album gilt in der Fachwelt als sogenanntes „reines“ Studioalbum. Der große Erfolg brachte ihnen die Möglichkeit, mit The Living Daylights das Titellied zum Film James Bond 007 – Der Hauch des Todes von 1987 beizusteuern. Im Mai 1988 folgte mit Stay on These Roads ein Album, das über weite Strecken an die poppigen Töne ihres Erstlingswerkes Hunting High and Low anknüpfte. Im Oktober 1990 veröffentlichten a-ha mit East of the Sun, West of the Moon eine Abkehr von den poppigen Melodien der ersten Alben. Am 26. Januar 1991 fand nach dem Tourauftakt in Oslo das Rock-in-Rio-II-Konzert im Maracanã statt, wo der Weltrekord für Konzerte in Stadien mit 195.000 Fans gebrochen wurde.

### 1991–1997: Nachlassender Erfolg und Schaffenspause
Im November 1991 wurde erstmals eine Hitzusammenstellung der bisherigen Singles von a-ha auf den Markt gebracht. Darauf war als einziger neuer Titel Move to Memphis, der durchschnittlichen Erfolg in den Charts hatte und nur im Heimatland der Gruppe Platz 2 erreichte. Mit dem im Sommer 1993 erschienenen Album Memorial Beach ließ der Erfolg nach, und nach der Memorial Beach Club-Tour trennten sich zunächst die Wege der drei Norweger.
Furuholmen konzentrierte sich stärker auf seine Arbeit als Künstler und Solo-Musiker (vor allem für Soundtracks), Waaktaar-Savoy veröffentlichte mit seiner neuen Band Savoy mehrere Alben. Harket veröffentlichte drei Soloalben, von denen zwei in norwegischer Sprache gesungen und alle in Norwegen erfolgreich waren.

### 1998–2002: Das Comeback und neues Jahrtausend
Nach einem gemeinsamen Auftritt bei der Nobelpreis-Verleihung 1998 entschloss sich die Band, ein neues Album herauszubringen. Im Frühjahr 2000 feierten a-ha mit dem Album Minor Earth, Major Sky ein vor allem in Deutschland erfolgreiches Comeback. Mit der Single Summer Moved On schafften es a-ha auf Platz 8 der deutschen Charts, mit dem Album auf Platz 1, genauso wie in Norwegen und Estland. In der Schweiz und in Russland landete es auf Platz 3 der Charts. Mit der Single Velvet, die 1995 bereits von Påls Solo-Projekt Savoy aufgenommen worden war, lieferten a-ha das Titellied zum Kinofilm Eine Nacht bei McCool’s mit Liv Tyler.
Auch ihr im Mai 2002 erschienenes Album Lifelines war in Mittel- und Nordeuropa erfolgreich und erreichte in Deutschland wieder die Spitze der Charts. Im Rahmen der Lifelines-Tour 2002 spielte die Band zum ersten Mal seit neun Jahren wieder in Großbritannien: Zunächst im Frühjahr in der ausverkauften Royal Albert Hall und dann im Herbst noch in mehreren weiteren großen Hallen wie der Wembley Arena in London. Premiere als Sänger hatten auf der Tour auch Pål und Magne, die mit Sycamore Leaves (Pål) und Dragonfly (Magne) Morten eine kleine Pause während der Konzerte verschafften.

### 2003–2004: Erstes Live-Album und Vertragsende bei WEA
Im April 2003 erschien das erste Livealbum der Band namens How Can I Sleep with Your Voice in My Head, das Live-Versionen ihrer größten Hits der Lifelines-Tour enthält. Der ungewöhnliche Titel ist eine Textzeile ihres Liedes The Swing of Things, welches 1986 auf dem von Kritikern gelobten Album Scoundrel Days erschienen war. Das Livealbum erreichte die Top 10 in Deutschland und Norwegen, verkaufte sich aber insgesamt nur mäßig. Anfang 2004 kündigte die Band auf ihrer Website an, sie werde den Vertrag mit ihrer Plattenfirma WEA nicht verlängern und sich somit nach 20 Jahren von Warner Music trennen. Gleichzeitig wurde die Zusammenarbeit mit Universal Music angekündigt.
Mitte 2004 erschien in Norwegen eine autorisierte Biografie in norwegischer Sprache mit dem Titel „The Swing of Things“ – 20 år med a-ha. Dem Buch liegt eine CD mit früheren Demoversionen und bisher unveröffentlichten Liedern bei (z. B. Monday Mourning),. Autor ist Jan Omdahl, der a-ha schon über viele Jahre journalistisch und freundschaftlich begleitet. Die Biografie wurde im Verlag von Mortens Bruder Håkon Harket veröffentlicht. Im November 2004 erschien die englischsprachige Version, die nur über die offizielle Website bezogen werden konnte. Ende 2004 brachte die ehemalige Plattenfirma WEA eine zweite Sammlung Hits der Band mit dem Titel The Singles: 1984–2004 heraus, welche die meisten Singles der Band, aber keine neuen Lieder enthält.

### 2005–2009: Neue Alben bei neuer Plattenfirma

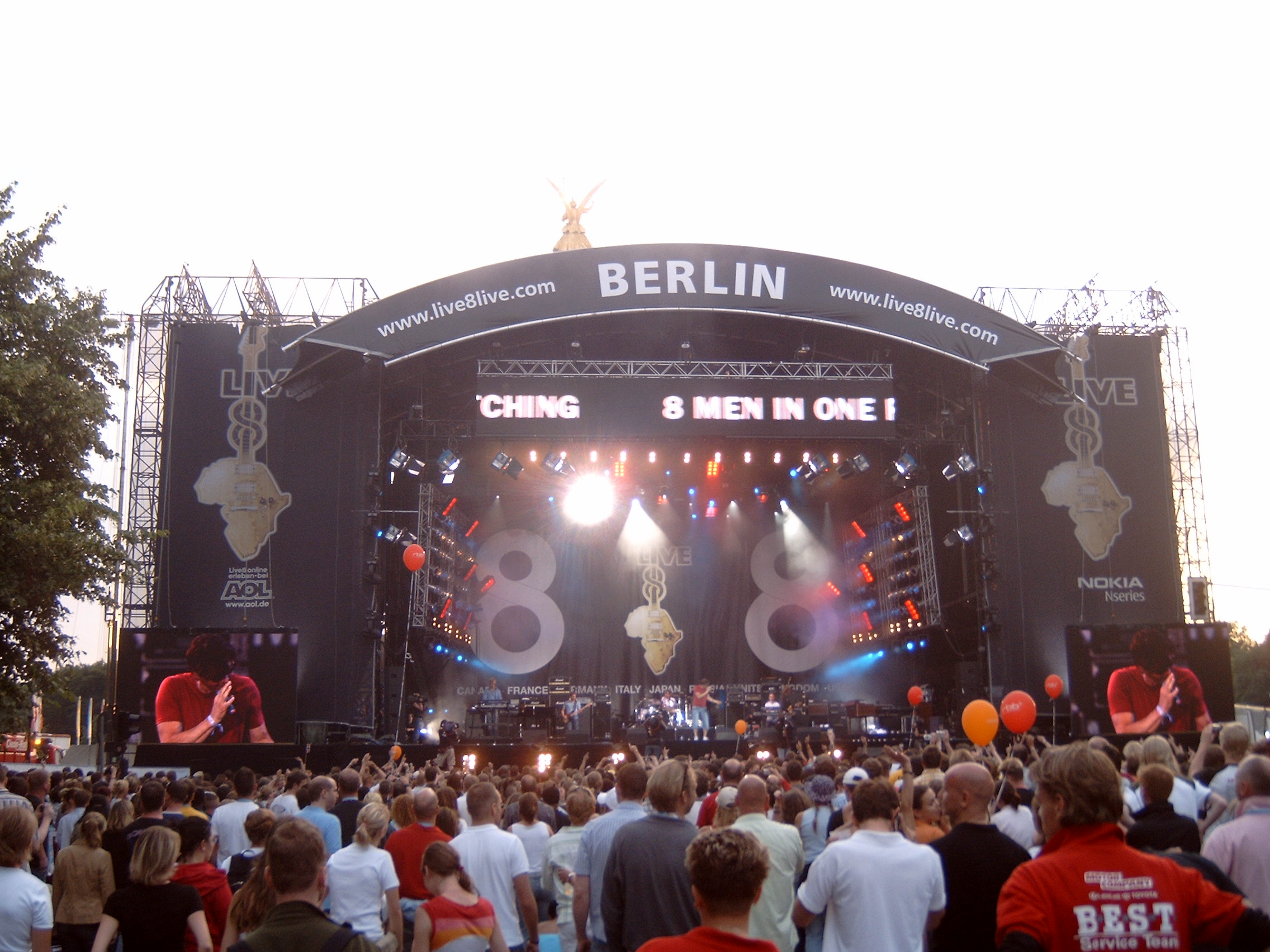
a-ha beim Live-8-Konzert (2005)

Am 2. Juli 2005 spielten a-ha bei Bob Geldofs Live 8 in Berlin. Tourneeauftakt war am 27. August 2005 in Oslo, wo a-ha in Kooperation mit dem norwegischen Energieunternehmen Norsk Hydro ein Gratiskonzert gaben. Knapp 120.000 Fans im Frognerpark bekamen sowohl ältere Stücke wie Move to Memphis, The Weight of the Wind oder Dark is the Night als auch neue Lieder vom im Herbst folgenden Album Analogue wie Holy Ground, Analogue oder Celice zu hören. Die norwegische Presse war begeistert, der Fernsehsender NRK zeigte eine einstündige Zusammenfassung des Konzerts. Ebenfalls in Kooperation mit Norsk Hydro fand am 29. Oktober 2005 ein Konzert in Köln statt. Anschließend folgten Hallenkonzerte in der Schweiz, Belgien, Österreich, Deutschland, Großbritannien und den Niederlanden. Am 12. September gab die Band im Irving Plaza in New York City das erste Konzert in den USA seit fast 20 Jahren.
Die Single Celice erschien in Westeuropa (außer Irland und Großbritannien) am 7. Oktober 2005, das Album Analogue folgte am 4. November, verkaufte sich außerhalb Norwegens (eine Woche auf Platz 1 und Platin) aber nur schleppend und erklomm in kaum einem Land die Charts. In Deutschland erreichte es Platz 6. Am 23. Januar 2006 erschien Analogue (All I Want) in Großbritannien und landete dort am 29. Januar auf Platz 10 der offiziellen Verkaufscharts. Im Sommer 2006 spielten a-ha einige Open-Air-Konzerte in Deutschland, England und Norwegen, und im Jahr 2007 fand das einzige Konzert in Deutschland als Gratis-Open-Air in Kiel im Rahmen der Taufe der Kreuzfahrtfähre Color Magic auf einer schwimmenden Bühne im Kieler Hafen statt. Im selben Jahr veröffentlichen sie #9 Dream von John Lennon im Zuge der Kompilation Make Some Noise: The Amnesty International Campaign to Save Darfur.
Am 22. Mai 2009 erschien die Single Foot of the Mountain in Deutschland. Das gleichnamige Album folgte am 12. Juni 2009 und erklomm am 26. Juni 2009 Platz 1 der offiziellen deutschen Album-Charts, wurde jedoch bereits eine Woche später schon wieder von dieser Position verdrängt. Möglich machte diesen neuen Erfolg auch ein groß angelegter Werbeauftritt auf verschiedenen Fernsehsendern. So war das Lied zum Beispiel Erkennungsmelodie der ARD für einen Trailer zu den Leichtathletik-Weltmeisterschaften 2009. Auch in der ZDF-Serie Die Bergwacht (Die Bergretter) wurde das Lied als Erkennungsmelodie eingesetzt.

### 2010:25und Auflösung

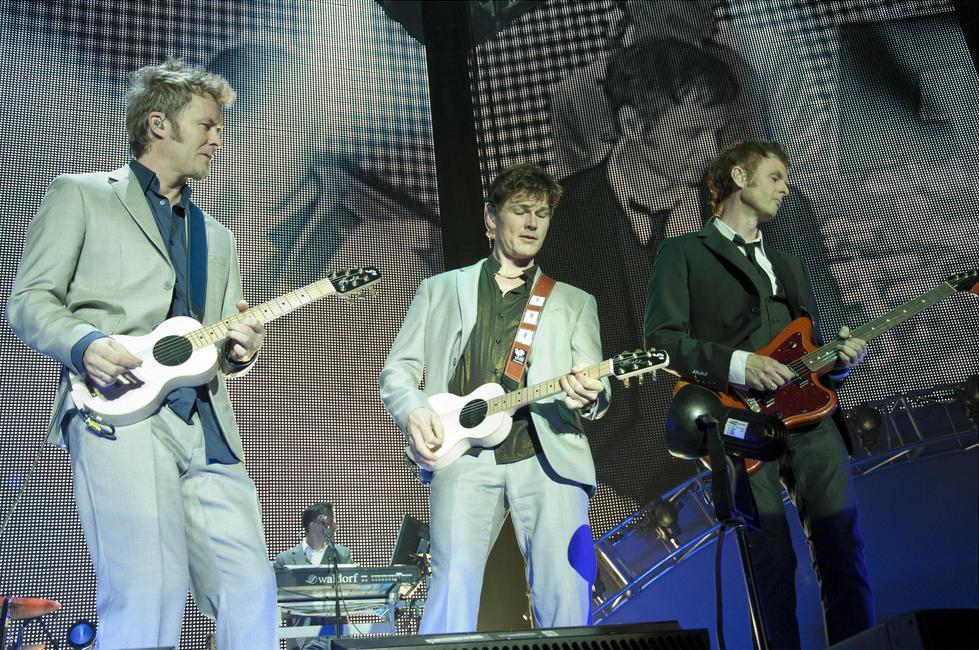
a-ha in Spanien (2010)

Am 15. Oktober 2009 gaben a-ha das Ende der Band bekannt. Man werde sich im Dezember 2010 nach der Abschiedstour und somit 25 Jahre nach ihrem ersten großen Hit Take On Me auflösen. Das vorerst letzte Konzert fand in Oslo am 4. Dezember 2010 in der Spektrum-Arena statt. Das Konzert war bereits Ende Oktober 2009 ausverkauft. Am 6. August 2010 wurde noch eine dritte Hit-Zusammenstellung als Doppelalbum unter dem Titel 25 veröffentlicht. Daraus war kurz zuvor die Single Butterfly, Butterfly (The Last Hurrah) erschienen. Am 1. April 2011 wurde das letzte Live-Album Ending on a High Note veröffentlicht, das in Deutschland Platz 3 der Charts erreichte. Trotz offizieller Trennung traten a-ha am 21. August 2011 auf der Gedenkveranstaltung anlässlich der Anschläge in Norwegen auf.

### 2015: Wiedervereinigung zum 30-jährigen Jubiläum
Am 24. März 2015 gaben a-ha auf einer Pressekonferenz in der norwegischen Botschaft in Berlin bekannt, am 4. September 2015 ein neues Album mit dem Titel Cast in Steel zu veröffentlichen. Die erste Single hieß Under the Makeup. Im Frühjahr 2016 ging die Band mit 13 Konzertterminen in Deutschland und jeweils einem Konzert in Österreich und der Schweiz auf Tour.
Zum 30-jährigen Jubiläum des Debütalbums Hunting High and Low und des Musikfestivals Rock in Rio traten a-ha im September 2015 bei einem Jubiläums-Konzert in Rio de Janeiro im Maracanã-Stadion auf. Am 3. September 2015 wurden a-ha bei der Verleihung zum 6. Deutschen Radiopreis mit dem Sonderpreis des Beirates für ihr Schaffen ausgezeichnet.

### 2017–2018: Die MTV-Unplugged-Ära
Im Juni 2017 spielte a-ha zwei akustische Sets vor 250 Zuschauern auf der norwegischen Insel Giske. Aus diesen Liveaufzeichnungen wurde ein MTV-Unplugged-Album und eine DVD produziert. Im Januar und Februar 2018 waren sie in Europa auf MTV-Unplugged-Tour. Von Juni bis August 2018 war die Gruppe auf Electric-Summer-Tour durch Europa unterwegs, wobei sie auch einen Abstecher nach Israel machte.

### 2022: Live-Auftritte und neues Album
Im Jahr 2022 beendete a-ha eine weltweite Konzerttournee, die 2019 begonnen hatte, aber durch die Covid-19-Pandemie unterbrochen und um zwei Jahre verschoben wurde. Sie spielten zudem als Opening-Act auf dem 56. Montreux Jazz Festival. Im Rahmen des Konzerts wurde von der Band bekannt gegeben, dass im Herbst ein neues Album namens True North sowie ein Film erscheinen soll. Am 8. Juli 2022 erschien die erste Single des neuen Albums, I’m in. Die zweite Single, You Have What It Takes, erschien am 16. September 2022. Das Album ist am 21. Oktober 2022 erschienen.

## Coverversionen
Es gibt zahlreiche Cover-Versionen von verschiedenen a-ha-Liedern, darunter The Sun Always Shines on T.V., Hunting High and Low oder Scoundrel Days, die meisten aber von Take On Me.

## Diskografie
Studioalben

| Jahr | Titel Musiklabel                                             | Höchstplatzierung, Gesamtwochen/‑monate, AuszeichnungChartplatzierungen (Jahr, Titel, Musiklabel, Platzierungen, Wochen/Monate, Auszeichnungen, Anmerkungen) | Höchstplatzierung, Gesamtwochen/‑monate, AuszeichnungChartplatzierungen (Jahr, Titel, Musiklabel, Platzierungen, Wochen/Monate, Auszeichnungen, Anmerkungen) | Höchstplatzierung, Gesamtwochen/‑monate, AuszeichnungChartplatzierungen (Jahr, Titel, Musiklabel, Platzierungen, Wochen/Monate, Auszeichnungen, Anmerkungen) | Höchstplatzierung, Gesamtwochen/‑monate, AuszeichnungChartplatzierungen (Jahr, Titel, Musiklabel, Platzierungen, Wochen/Monate, Auszeichnungen, Anmerkungen) | Höchstplatzierung, Gesamtwochen/‑monate, AuszeichnungChartplatzierungen (Jahr, Titel, Musiklabel, Platzierungen, Wochen/Monate, Auszeichnungen, Anmerkungen) | Höchstplatzierung, Gesamtwochen/‑monate, AuszeichnungChartplatzierungen (Jahr, Titel, Musiklabel, Platzierungen, Wochen/Monate, Auszeichnungen, Anmerkungen) | Anmerkungen                                                 |
| Jahr | Titel Musiklabel                                             | DE | AT | CH | UK | US | NO | Anmerkungen                                                 |
| ---- | ------------------------------------------------------------ | --- | --- | --- | --- | --- | --- | ----------------------------------------------------------- |
| 1985 | Hunting High and Low Warner Bros. Records (WMG)              | DE10 ×3Dreifachgold · (66 Wo.)DE | AT18 (5 Mt.)AT | CH10 Platin · (19 Wo.)CH | UK2 ×3Dreifachplatin · (81 Wo.)UK | US15 Platin · (47 Wo.)US | NO1 ×2Doppelplatin · (45 Wo.)NO | Erstveröffentlichung: 31. Mai 1985 Verkäufe: + 12.000.000   |
| 1986 | Scoundrel Days Warner Bros. Records (WMG)                    | DE4 Platin · (31 Wo.)DE | AT9 (3 Mt.)AT | CH6 Platin · (15 Wo.)CH | UK2 ×2Doppelplatin · (29 Wo.)UK | US74 (10 Wo.)US | NO1 ×2Doppelplatin · (30 Wo.)NO | Erstveröffentlichung: 6. Oktober 1986 Verkäufe: + 5.000.000 |
| 1988 | Stay on These Roads Warner Bros. Records (WMG)               | DE4 Gold · (25 Wo.)DE | AT9 (2½ Mt.)AT | CH6 Gold · (11 Wo.)CH | UK2 Gold · (19 Wo.)UK | US148 (6 Wo.)US | NO1 (11 Wo.)NO | Erstveröffentlichung: 3. Mai 1988 Verkäufe: + 4.000.000     |
| 1990 | East of the Sun, West of the Moon Warner Bros. Records (WMG) | DE6 Gold · (29 Wo.)DE | AT23 (3 Wo.)AT | CH16 Gold · (10 Wo.)CH | UK12 Silber · (4 Wo.)UK | — | NO1 (18 Wo.)NO | Erstveröffentlichung: 22. Oktober 1990 Verkäufe: + 853.000  |
| 1993 | Memorial Beach Warner Bros. Records (WMG)                    | DE17 (11 Wo.)DE | — | CH39 (1 Wo.)CH | UK17 (3 Wo.)UK | — | NO1 (10 Wo.)NO | Erstveröffentlichung: 4. Juni 1993                          |
| 2000 | Minor Earth, Major Sky WEA Records (WMG)                     | DE1 Platin · (44 Wo.)DE | AT4 (11 Wo.)AT | CH3 Gold · (18 Wo.)CH | UK27 (3 Wo.)UK | — | NO1 (23 Wo.)NO | Erstveröffentlichung: 14. April 2000 Verkäufe: + 375.000    |
| 2002 | Lifelines WEA Records (WMG)                                  | DE1 Gold · (26 Wo.)DE | AT2 (7 Wo.)AT | CH6 (14 Wo.)CH | UK67 (1 Wo.)UK | — | NO1 (25 Wo.)NO | Erstveröffentlichung: 2. April 2002 Verkäufe: + 150.000     |
| 2005 | Analogue Polydor (UMG)                                       | DE6 (15 Wo.)DE | AT18 (2 Wo.)AT | CH21 (4 Wo.)CH | UK24 Silber · (5 Wo.)UK | — | NO1 (23 Wo.)NO | Erstveröffentlichung: 4. November 2005 Verkäufe: + 60.000   |
| 2009 | Foot of the Mountain We Love Music (UMG)                     | DE1 Platin · (39 Wo.)DE | AT11 (11 Wo.)AT | CH12 (26 Wo.)CH | UK5 (6 Wo.)UK | — | NO2 (17 Wo.)NO | Erstveröffentlichung: 12. Juni 2009 Verkäufe: + 220.000     |
| 2015 | Cast in Steel We Love Music (UMG)                            | DE4 (12 Wo.)DE | AT13 (3 Wo.)AT | CH9 (6 Wo.)CH | UK8 (4 Wo.)UK | — | NO2 (7 Wo.)NO | Erstveröffentlichung: 4. September 2015                     |
| 2022 | True North RCA Records (Sony)                                | DE4 (14 Wo.)DE | AT8 (2 Wo.)AT | CH5 (8 Wo.)CH | UK12 (1 Wo.)UK | — | NO3 (1 Wo.)NO | Erstveröffentlichung: 21. Oktober 2022                      |